# Jaden Smith
Jaden Christopher Syre Smith (Malibú, California; 8 de julio de 1998) es un actor y rapero estadounidense. Su primer papel importante fue en la película En busca de la felicidad, de 2006. También ha participado en las remakes de The Day the Earth Stood Still (2008) y The Karate Kid (2010). En 2013 actuó junto a su padre, Will Smith, en la película After Earth.

## Biografía
Jaden Smith nació el 8 de julio de 1998 en Malibú (California). Es hijo de los actores Will Smith y Jada Pinkett Smith, hermano mayor de la cantante Willow Smith y medio hermano menor de Trey Smith. Junto a sus hermanos, es embajador de la juventud para Project Zambi, que presta asistencia a niños huérfanos por el Sida en Zambia en conjunto con Hasbro.

## Filmografía

### Cine
| Año  | Título                         | Personaje                |
| ---- | ------------------------------ | ------------------------ |
| 2002 | Hombres de negro II            | Cameo                    |
| 2006 | En busca de la felicidad       | Christopher Gardner, Jr. |
| 2008 | El día que la Tierra se detuvo | Jacob Benson, Jr.        |
| 2010 | The Karate Kid                 | Dre Parker               |
| 2011 | Justin Bieber: Never Say Never | Él mismo                 |
| 2013 | After Earth                    | Kitai Raige              |

### Televisión
| Año       | Título                         | Personaje               | Notas                          |
| --------- | ------------------------------ | ----------------------- | ------------------------------ |
| 2003-2004 | All of Us                      | Reggie                  | 6 episodios                    |
| 2008      | Zack y Cody: Gemelos en Acción | Travis                  | Episodio "Romancing the Phone" |
| 2016      | The Get Down                   | Marcus 'Dizzee' Kipling | 11 episodios                   |

### Videoclips
| Año  | Artista      | Sencillo       | Notas    |
| ---- | ------------ | -------------- | -------- |
| 2008 | Alicia Keys  | "Superwoman"   | Cameo    |
| 2010 | Willow Smith | "Whip My Hair" | Bailarín |

## Discografía

### Mixtapes
| Título                          | Detalles                                        |
| ------------------------------- | ----------------------------------------------- |
| The Cool Cafe: Cool Tape Vol. 1 | - Publicado: 1 de octubre de 2012 - Autoeditado |

### Sencillos
| Año  | Título                                          | Álbum                           |
| ---- | ----------------------------------------------- | ------------------------------- |
| 2012 | "Pumped Up Kicks (Like Me)"                     | The Cool Cafe: Cool Tape Vol. 1 |
| 2012 | "The Coolest"                                   | The Cool Cafe: Cool Tape Vol. 1 |
| 2012 | "Find You Somewhere" (feat. AcE & Willow Smith) | The Cool Cafe: Cool Tape Vol. 1 |
| 2013 | "Hello"                                         | The Cool Cafe: Cool Tape Vol. 1 |

### Sencillos sin álbum
| Año  | Título                                            |
| ---- | ------------------------------------------------- |
| 2012 | "Flame (Just Cuz)"                                |
| 2012 | "Give It To 'Em"                                  |
| 2012 | "Gonzoes"                                         |
| 2012 | "Starry Room"                                     |
| 2012 | "Shakespeare"                                     |
| 2012 | "Love Me Like You Do" (Remix) (con Justin Bieber) |
| 2012 | "Higher Up" (feat. Kid Cudi)                      |
| 2013 | "Kite" (feat. Willow Smith)                       |
| 2013 | "MSFTS Anthem 2"                                  |
| 2014 | "Fast"                                            |
| 2014 | "Blue Ocean"                                      |
| 2014 | "Trophy"                                          |
| 2014 | "Preach" (with Téo)                               |
| 2014 | "ER The Faculty"(with Téo)                        |
| 2014 | "Pleiadian Message"                               |
| 2015 | "Scarface"                                        |
| 2015 | "4 My 1"                                          |
| 2015 | "Weeken In Atlantis"                              |
| 2015 | "PASSIONATE V3"                                   |
| 2015 | "TA-KU x JADEN SMITH - BEAST MODE"                |
| 2015 | "Offering"                                        |
| 2015 | "Soulection Freestyle"                            |

### Sencillos destacados
| Título                                                               | Año  | Máxima posición | Máxima posición | Máxima posición | Máxima posición | Máxima posición | Máxima posición | Máxima posición | Máxima posición | Máxima posición | Máxima posición | Certificationes | Álbum                        |
| Título                                                               | Año  | CAN             | AUS             | AUT             | FRA             | GER             | IRE             | NZ              | SWI             | UK              | US              | Certificationes | Álbum                        |
| -------------------------------------------------------------------- | ---- | --------------- | --------------- | --------------- | --------------- | --------------- | --------------- | --------------- | --------------- | --------------- | --------------- | --------------- | ---------------------------- |
| "Never Say Never" (Justin Bieber feat. Jaden Smith)                  | 2011 | 11              | 17              | 31              | 93              | —               | 22              | 20              | 38              | 34              | 8               | - US: Platino   | Never Say Never: The Remixes |
| "—" indica que la canción no fue lanzada o no apareció en las listas |      |                 |                 |                 |                 |                 |                 |                 |                 |                 |                 |                 |                              |

### Otras apariciones
| Título                               | Año  | Otro(s) artista(s) | Álbum                     |
| ------------------------------------ | ---- | ------------------ | ------------------------- |
| "Never Say Never" (versión acústica) | 2010 | Justin Bieber      | My Worlds Acoustic        |
| "Never Say Never" (versión acústica) | 2010 | Justin Bieber      | My Worlds: The Collection |
| "Thinkin Bout You"                   | 2011 | Justin Bieber      | Canciones Sin Álbum       |
| "Happy New Year"                     | 2012 | Justin Bieber      | Canciones Sin Álbum       |
| "Fairytale"                          | 2012 | Justin Bieber      | Believe                   |

### Videos
| Año  | Título                      | Director     |
| ---- | --------------------------- | ------------ |
| 2010 | ”Never Say Never”           | Honey        |
| 2012 | ”Give It To Em”             | Mike Vargas  |
| 2012 | "Gonzoes"                   | Moisés Arias |
| 2012 | ”Pumped Up Kicks (Like Me)” | Mike Vargas  |
| 2012 | "The Coolest"               | Mike Vargas  |
| 2012 | "Find You Somewhere"        | Jada         |
| 2013 | "Hello"                     | Moisés Arias |
| 2013 | "Shakespeare"               | Moisés Arias |
| 2014 | "Fast"                      | Moisés Arias |
| 2014 | "Blue Ocean"                | Moisés Arias |
| 2015 | "4 My 1"                    | Moisés Arias |
| 2015 | "Scarface"                  | Moisés Arias |

## Premios
| Año  | Premio                                    | Categoría                                                                     | Resultado | Trabajo                       |
| ---- | ----------------------------------------- | ----------------------------------------------------------------------------- | --------- | ----------------------------- |
| 2006 | Premios Phoenix Film Critics Society      | Mejor Actuación de un joven en un papel principal o papel de reparto - Hombre | Ganador   | En busca de la felicidad      |
| 2006 | Broadcast Film Critics Association Awards | Mejor Actor                                                                   | Nominado  | En busca de la felicidad      |
| 2007 | Black Reel Awards                         | Actor Revelación                                                              | Nominado  | En busca de la felicidad      |
| 2007 | Image Awards                              | Actor de reparto en una película                                              | Nominado  | En busca de la felicidad      |
| 2007 | Teen Choice Awards                        | Hombre Exitoso                                                                | Ganador   | En busca de la felicidad      |
| 2007 | Teen Choice Awards                        | Química (compartido con Will Smith)                                           | Ganador   | En busca de la felicidad      |
| 2007 | Premios MTV Movie                         | Actor Revelación                                                              | Ganador   | En busca de la felicidad      |
| 2008 | Premios Saturn                            | Mejor Actuación por un Actor Joven                                            | Ganador   | The Day the Earth Stood Still |
| 2010 | ShoWest Award                             | Actor Revelación                                                              | Ganador   | The Karate Kid                |
| 2011 | Young Artist Awards                       | Mejor Actor Joven Protagonista en un Largometraje                             | Ganador   | The Karate Kid                |
| 2011 | MTV Movie                                 | Actuación más impresionante                                                   | Nominado  | The Karate Kid                |
| 2011 | Kids Choice Awards                        | Actor favorito de película                                                    | Nominado  | The Karate Kid                |